# Bosão I de Turenne
Bosão I de Turenne (c. 1030 — 1096) foi o 6.º visconde de Turenne.

## Relações familiares
Foi filho de Guilherme I de Turenne (c. 995 - 1037), 5.º visconde de Turenne e neto de  Ebles Comborn de Turenne (953 — 1030) 2.º visconde de Comborn, 4.º visconde de Turenne e de Beatriz da Normandia (c. 955 -?), filha de Ricardo I da Normandia (Fécamp, Normandia 28 de Agosto de 933 - Fécamp, 20 de Novembro de 996) e Duque da Normandia e de Gunnora da Dinamarca (936 - 1031). Casou com Gerberga de Terrasson (1050 —?) de quem teve:
1. Raimundo I de Turenne, 7º visconde de Turenne casado com Matilde de Perche (c. 1090 - 28 de maio de 1143), filha de Geoffroy I de Perche e de Beatriz de Montdidier.
2. Alpaide de Turenne casada com Bernardo III de Armagnac.
3. Matilde de Turenne (1080 — 1162) casada com Hugo II, da Borgonha (1084 – 1143), duque da Borgonha filho de Odo I da Borgonha (1058 - 23 de março de 1103) e de Sibila de Borgonha (c. 1065 - 1101), filha de Guilherme I da Borgonha[2].